# Оболонська площа
Оболо́нська пло́ща — площа в Оболонському районі міста Києва, житловий масив Оболонь. Розташована між Оболонським проспектом і вулицями Героїв полку «Азов» та Йорданською.

## Історія
Площа виникла у першій половині 70-х років XX століття під назвою Нова. Забудову площі розпочато у 1973 році. 1982 року, до 60-ї річниці утворення СРСР, отримала назву Площа Дружби народів СРСР, на честь непорушної дружби братніх народів Країни Рад. На стіні будинку № 1 на площі про це було розміщено анотаційну дошку.
На початку 2000-х років в низці документів іменувалася як площа Дружби народів, однак перейменування офіційно не проводилося.
Сучасна назва, що походить від місцевості Оболонь — з 2015 року.
15 жовтня 1983 року учасниками 6-го фестивалю Дружби молоді СРСР та НДР на території площі був закладений сквер Дружби, про що свідчить встановлений тут пам'ятний знак.

## Цікавий факт
Назва площа Дружби народів у Києві з 1976 по 1982 рік належала нині безіменному перетину Набережної Славутича (нині — проспект Володимира Івасюка) і проспекту Червоних козаків (нині — проспект Степана Бандери).

## Зображення

Анотаційна дошка про найменування площі старою назвою (демонтовано 2016 року)
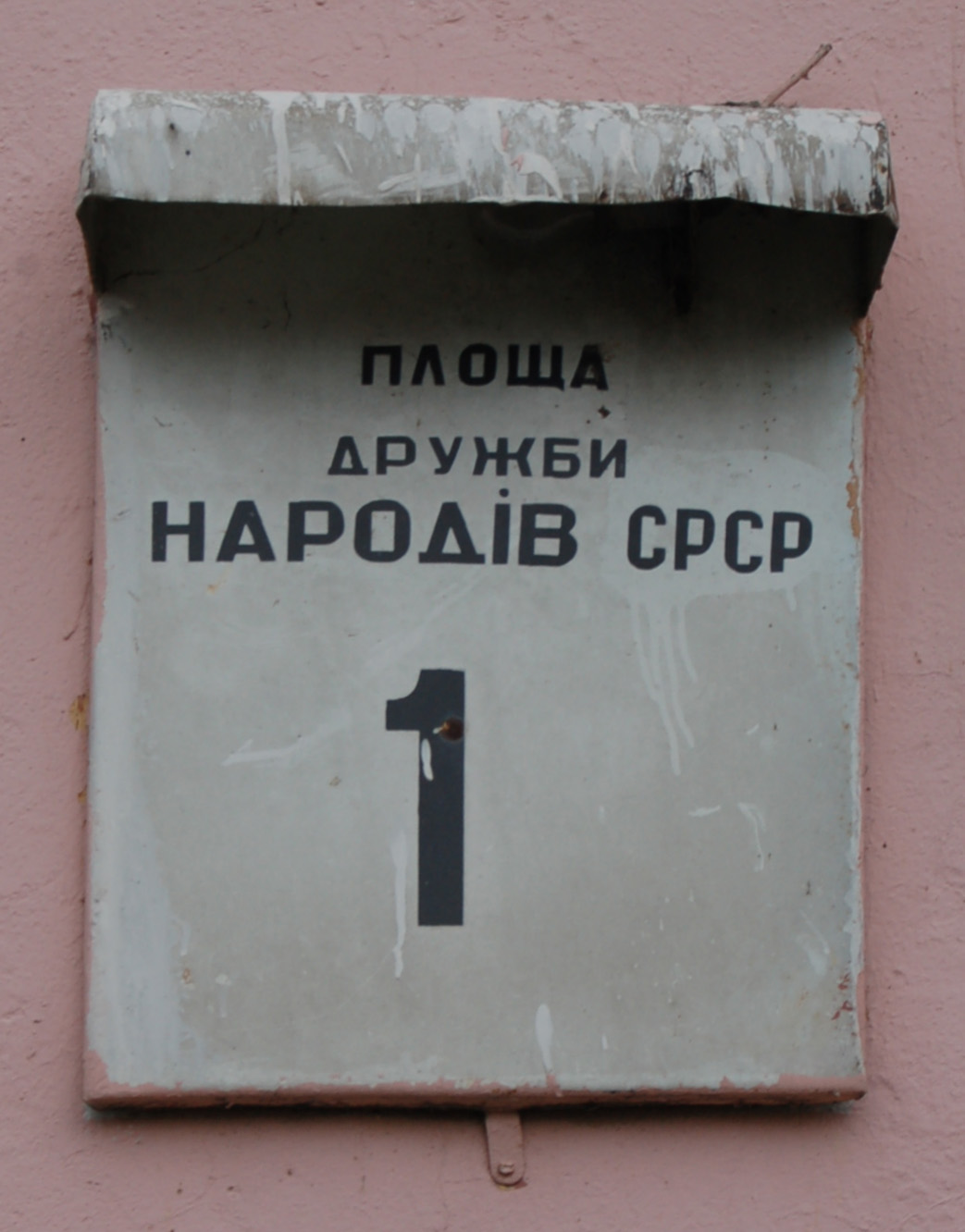
Адресна табличка зі старою назвою на будинку № 1
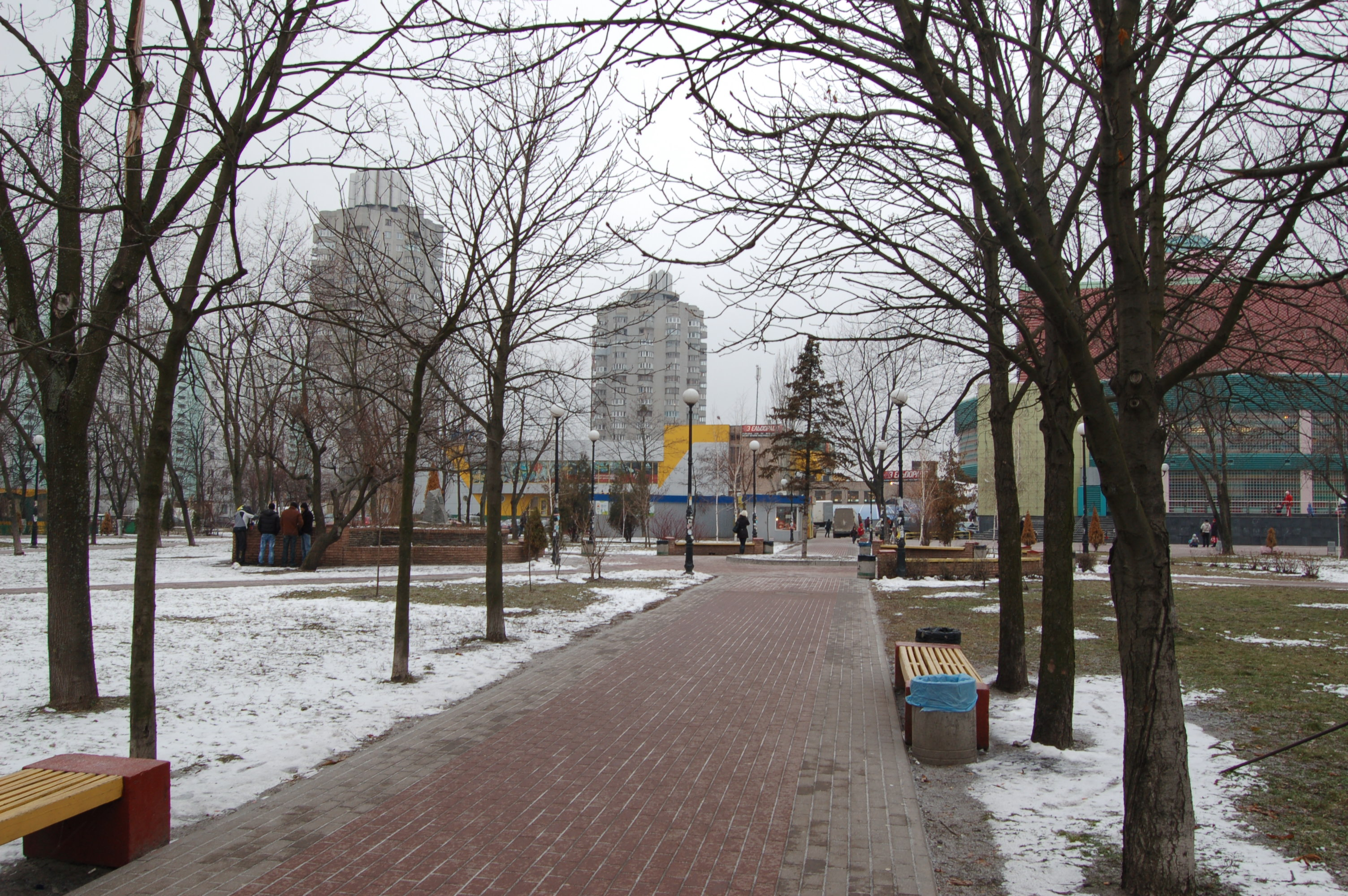
Сквер Дружби
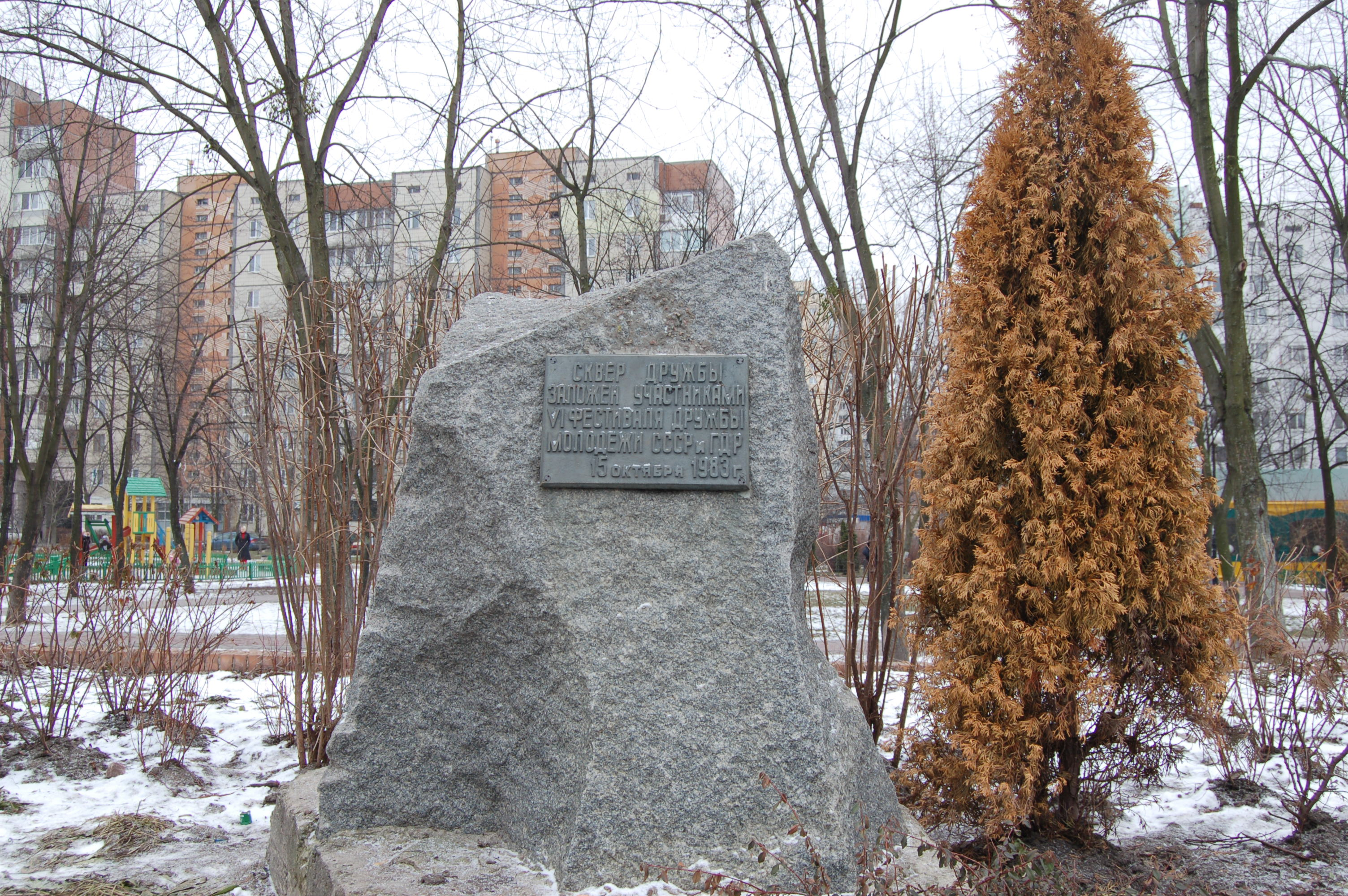
Пам'ятний знак у сквері Дружби
Житлово-офісний комплекс «Obolon Plaza» (Оболонський проспект, 6-А). Відкрито 2022 року[6]